# Plebiscit
|  | Aquest article tracta sobre la figura jurídica del dret romà. Si cerqueu el significat contemporani, vegeu «referèndum». |

El plebiscit (Plebiscitum) a l'antiga Roma era una votació assembleària dels plebeus. Deriva del llatí plebs scitia (el que agrada al poble). Els plebiscits eren lleis aprovades pels comicis tribunats, a proposta d'un tribú de la plebs. Inicialment no eren lleis, ja que els comicis no podien regular qüestions que afectaven els patricis, però amb el temps van agafar la consideració de lleis (leges) vers la meitat del segle v aC després del decemvirat, i es va consolidar durant el segle iv aC.
El plebiscit va ser a l'origen, una decisió adoptada per la plebs en exclusiva, sense intervenció dels patricis. L'Assemblea estava presidida per un plebeu, un tribú popular o un edil popular. Tots els votants eren plebeus, i la norma votada era sols per als plebeus no obligant a ningú més. L'acord adoptat és solament un acord (scitum) i l'assemblea no tenia caràcter de comicis sinó de consell (concilium).
A diferència de les lleis, no requeria els auspicis previs, ni tampoc de ratificació del senat romà. No obstant a partir del 462 aC o 449 aC va ser generalment sol·licitat.
Els plebiscits van adquirir major relleu progressivament. El 465 aC el dictador Quint Hortensi va fer votar pel Comicis centuriats la llei que obligava a tots els ciutadans a acatar els plebiscits.
El plebiscit originalment designava als caps plebeus, votava normes del seu interès (inviolabilitat de tribuns, protecció de les assemblees, dret de vot, etc.) i exercia jurisdicció criminal sobre els plebeus de les tribus. Més tard estengué la seva competència a assumptes d'interès general.